# 19LIVE86
19LIVE86 – czwarty album grupy Ekatarina Velika wydany w 1987 przez wytwórnię ZKP RTVL. Nagrań dokonano 2 listopada 1986 podczas koncertu w klubie "Kulušić" w Zagrzebiu. Reedycja CD z 2009 nie zawiera piosenki "Kao da je bilo nekad".

## Lista utworów
1. "Aut" (sł. M. Mladenović, muz. Ekatarina Velika) – 4:20
2. "Modro i zeleno" (sł. M. Mladenović, muz. Ekatarina Velika) – 4:07
3. "Jesen" (sł. M. Mladenović, muz. Ekatarina Velika) – 5:41
4. "Stvaran svet oko mene" (sł. M. Mladenović, muz. Ekatarina Velika) – 2:54
5. "Budi sam na ulici" (sł. M. Mladenović, muz. Ekatarina Velika) – 5:12
6. "Kao da je bilo nekad" (sł. M. Mladenović, muz. Ekatarina Velika) – 4:23
7. "Ti si sav moj bol" (sł. M. Mladenović, muz. Ekatarina Velika) – 4:25
8. "Tatoo" (sł. M. Mladenović, muz. Ekatarina Velika) – 2:57
9. "Oči boje meda" (sł. M. Mladenović, muz. Ekatarina Velika) – 4:17
10. "Novac u rukama" (sł. M. Mladenović, muz. Ekatarina Velika) – 3:48
11. "Radostan dan" (sł. M. Mladenović, muz. Ekatarina Velika) – 5:45

## Skład
- Milan Mladenović – śpiew, gitara
- Margita Stefanović – instr. klawiszowe, śpiew
- Bojan Pečar – gitara basowa, śpiew
- Ivan "Raka" Ranković – perkusja

produkcja
- Ekaterina Velika – produkcja
- Mladen Škalec – nagranie
- Dragan "Čač" Čačinović – nagranie